# Max Mayerhofer
Max Mayerhofer (* 15. Juli 1990 in Zwettl-Niederösterreich) ist ein österreichischer TV-Moderator und Journalist.

## Werdegang
Max Mayerhofer studierte nach seiner Matura am Bundesgymnasium Zwettl zunächst Rechtswissenschaft und Slawistik an der Universität Wien. Danach absolvierte er das Journalisten-Kolleg des Kuratoriums für Journalistenausbildung in Salzburg sowie das Masterstudium Qualitätsjournalismus an der Donau-Universität Krems.
Mayerhofer begann danach als Trainee in der österreichischen Botschaft in Brüssel. Nach seiner Rückkehr nach Wien arbeitete der gebürtige Waldviertler beim ostösterreichischen Regionalsender schauTV in Eisenstadt, sowohl als Reporter als auch Moderator. 2014 folgte der Wechsel ins ORF-Landesstudio Wien und 2015 schließlich zum größten österreichischen Privatsender PULS 4. Zunächst war er Gestalter für das Vorabendmagazin iLIKE, nach nur neun Monaten im Sender folgte der Wechsel zu Café Puls und Mayerhofer moderierte fortan als Karenzvertretung für Florian Danner gemeinsam mit Bianca Schwarzjirg das Frühstücksfernsehen. 2017 erhielt Mayerhofer ein Stipendium der US-Austrian Exchange Fellowships des Kuratoriums für Journalistenausbildung und es folgte ein USA-Aufenthalt in Washington. Hier arbeitete Mayerhofer sowohl für die Tageszeitung USA Today als auch als Korrespondent für die PULS 4 News, in deren Redaktion er nach seiner Rückkehr als (On-Air-)Reporter arbeitete.
Seit März 2018 gehört Mayerhofer gemeinsam mit Barbara Fleißner zum Hauptmoderatorenteam des Magazins Café Puls.

## Privates
Mayerhofer ist seit 2018 mit seinem langjährigen Partner verheiratet.